# 병과
병과(兵科) 또는 군사 특기(영어: military occupational specialty, MOS)는 군사 조직에서 군인이 능력에 따라 수행하는 주요 임무를 분류한 것이다. 이는 전투병과 장교들이 수행하는 참모 업무를 구분하는 직능과는 구분되어야 한다.

## 구분

### 기본병과

#### 전투병과
직접 전투를 수행하는 병과로서 보병, 포병, 기갑, 공병, 정보통신, 정보, 방공, 항공과 등이 있다. 대부분의 대단위 부대(대대급 이상)는 이와 같은 전투 병과 출신의 장교만이 지휘관이 될 수 있지만 국군병원장이나 군판사 등 비전투 병과 출신에도 대대급 이상의 지휘관이 있으며 국군수도병원의 원장직함은 연대장의 대우를 하는 지휘관이므로 비전투 병과에도 대규모 부대의 지휘관 보직이 존재한다. 이러한 전투병과 장교들은 자신의 고유 병과 지식을 바탕으로 지휘관 업무 또는 참모 업무를 수행하게 되는데 참모 업무는 위에서 말한바와 같이 직능으로 구분한다. 이러한 직능에는 인사, 정보, 작전(교육), 군수등이 있다.
본디 특수작전 병과가 존재해야 맞지만 대한민국 국군에서는 보병과 통합하여 운용한다. 그래서 대한민국 국군에는 외국 군대에는 존재하는 특수작전 병과가 없다.

#### 기술병과
기술 병과는 직접 전투를 수행하지는 않지만 전투에 있어서 필수적인 요소를 담당하는 병과로서 병기, 병참, 수송, 화생방과가 이에 속한다.

#### 행정병과
행정 병과는 전투와 직접적인 관계는 없지만 군대의 유지에 필요한 병과를 의미한다. 인사, 군악, 정훈, 군사경찰, 재정병과와 같은 행정병과와
다음은 제한적으로나마 존재하는 전투근무지원병과의 병과별 지휘관 직책이다.
- 인사 - 국군인쇄소장
- 군악 - 군악대장
- 정훈 - 해당없음(지휘관이 될 수 없는 병과)
- 군사경찰 - 대대급까지 보병과 동일함.
- 재정 - 국군재정관리단장, 국군재정관리단 본부중대장

### 특수병과
의무, 법무, 군종과와 같은 특수병과가 있다. 
다음은 제한적으로나마 존재하는 전투근무지원병과의 병과별 지휘관 직책이다.
- 의정 - 국군병원장, 각 부대 의무대장
- 군의 - 국군의무사령관, 국군의무학교장, 국군병원장, 각 부대 의무대장
- 법무 - 고등군사법원장, 군법 재판장
- 군종 - 해당없음(지휘관이 될 수 없는 병과)
- 간호 - 국군간호사관학교장, 국군간호사관학교 생도대장

## 대한민국
2012년부로 각 병과의 주특기번호가 개편되었다.
- 육군
  - 일반장교 3자리(끝자리가 0), 군의장교 4자리
  - 준위 및 부사관 3자리(일반장교 3자리에서 끝자리로 세분화).
    - 준위와 부사관 모두 공통의 주특기번호를 가지나, 각각 고유로 갖는 것도 있음.
    - 부사관 중 특전통신, 화기, 의무, 정작 특기의 경우 병의 경우와 마찬가리로 기본 3자리 끝에 추가 3자리를 덧붙인다.

  - 병 6자리
    - 준위 및 부사관의 특기 기본 3자리 끝에 추가 3자리를 덧붙인다.
    - 병 특수자격 중 외국어 자격(16개), 특수자격(39개), 전환복무자 및 카투사 전역자 특기도 개편되었다. 2012년도 예비군 실무편람 '군사특기 및 유사특기 범위' 560쪽 참조

대한민국 국군은 3개 군종 체제로서 해병대는 독립된 병종이 아니지만, 군 내외부적으로 독립된 병종에 준해서 취급한다. 해병대 전체를 해군의 상륙병과로 보기도 하지만, 해군에서는 해군과 해병대의 병과를 따로 구분하고 있다. 예를 들어, 해군 재정과와 해병대 재정과는 서로 다른 병과이다.
- 육군 병과
- 해군 병과
  - 해병대 병과
- 공군 병과

대한민국 국군의 경우 여군은 잠수함 병과에는 진출할 수 없다.

## 같이 보기
- 주특기번호
- 미국 군사 특기 코드(영어판)
  - 미국 육군 병과(영어판)
  - 미국 해병대 병과(영어판)
  - 미국 공군 병과(영어판)